# SEC31A
SEC31A‏ (SEC31 homolog A, COPII coat complex component) هوَ بروتين يُشَفر بواسطة جين SEC31A في الإنسان.